# Раховци
Рàховци (срещано и като Раховците) е село в Северна България, община Габрово, област Габрово.

## География
Село Раховци се намира на около 8 km североизточно от центъра на град Габрово, 9 km югозападно от град Дряново и 2 km североизточно от село Донино. Разположено е в югоизточните подножия на платото Стражата. Южно край селото минава първокласният републикански път I-5 (Русе – Велико Търново – Дряново – Габрово – Казанлък – ГКПП Маказа – Нимфея), частично съвпадащ с Европейски път Е85. Климатът е умереноконтинентален, отличаващ се със студена зима и сравнително топло лято. Релефът е с преобладаващ наклон на юг. Надморската височина при границата на селото от север достига около 500 m, при границата от юг се променя в интервала 440 – 460 m, а при църквата е около 476 m.
Общински път води на север от Раховци към село Лесичарка с дясно отклонение до село Драгомани.
Населението на село Раховци, наброявало 114 души към 1934 г., намалява до 54 към 1985 г. и след възходящи и низходящи промени в числеността през следващите години, към 2019 г. наброява (по текущата демографска статистика за населението) 43 души.

## История
През 1995 г. дотогавашното населено място колиби Раховци придобива статута на село.
Във фондовете на Държавния архив Габрово се съхраняват документи от съответни периоди на/за:
- Списък на фондове от масив „K“:

– Църковно настоятелство при църква „Света Богородица“ – с. Раховци, Габровско; фонд 238K; 1910 – 1948;
– Народно начално училище – с. Раховци, Габровско; фонд 270K; 1899 – 1952;
- Списък на фондове от масив „С“: Народно читалище „Развитие“ – с. Раховците, Габровско; фонд 878; 1951 – 1971.

## Население
Преброяване на населението през 2011 г.
Численост и дял на етническите групи според преброяването на населението през 2011 г.:
|                     | Численост | Дял (в %) |
| Общо                | 55        | 100,00    |
| Българи             | 50        | 90,90     |
| Турци               | 0         | 0,00      |
| Цигани              | 0         | 0,00      |
| Други               | 0         | 0,00      |
| Не се самоопределят | 0         | 0,00      |
| Неотговорили        | 4         | 7,27      |

## Обществени институции
В село Раховци към 2020 г. има църква „Въведение Богородично“.